# Potiche (film)
Pour les articles homonymes, voir Potiche.
Pour la pièce de théâtre, voir Potiche (pièce de théâtre).
Pour plus de détails, voir Fiche technique et Distribution.
Potiche est un film franco-belge de François Ozon sorti en 2010. Il s'agit d'une comédie de mœurs dont le thème principal est le sexisme et qui se déroule en 1977. Il est adapté de la pièce de théâtre éponyme de Pierre Barillet et Jean-Pierre Gredy. Le rôle principal, interprété par Jacqueline Maillan dans cette pièce, est repris par Catherine Deneuve dans le film.
Il est présenté le 5 septembre 2010 à la Mostra de Venise. Il n’obtient aucune récompense et n’a guère plus de succès dans les autres compétitions susceptibles de le primer. Par contre, il est assez bien accueilli par la critique et le public français (plus de deux millions d’entrées en salles).

## Synopsis
1977. Dans la petite ville fictive de Sainte-Gudule, située dans le Nord, près de Saint-Amand-les-Eaux, l'usine de parapluies Pujol-Michonneau est dirigée par un patron réactionnaire et misogyne, monsieur Pujol (Fabrice Luchini), qui a épousé la fille Michonneau, Suzanne (Catherine Deneuve). 
Cette dernière, surnommée « la potiche » par sa propre fille, supporte sans broncher le mauvais caractère, les vexations et les infidélités de son mari, notamment la relation qu’il entretient avec sa secrétaire, Nadège (Karin Viard). 
Pujol est excédé par le climat social exécrable qui règne dans son usine du fait de sa gestion autoritaire et cassante. Le député-maire communiste de la ville, Maurice Babin (Gérard Depardieu) ne se prive pas de souffler sur les braises. 
Un jour les ouvriers déclenchent une grève sans préavis qui débouche sur la séquestration de Pujol. Il fait une grave attaque cardiaque. Dans l'attente de son rétablissement, sa « potiche » de femme accepte, à la demande générale, de prendre momentanément la direction de l'entreprise. Et, à la surprise générale, elle s'en tire plutôt bien.  

## Fiche technique
- Titre : Potiche
- Réalisation : François Ozon
- Scénario : François Ozon, d'après la pièce de théâtre Potiche de Pierre Barillet et Jean-Pierre Gredy
- Musique : Michèle Torr, Baccara, Il était une fois, Catherine Ferry, Julio Iglesias, Johnny Hallyday, Bee Gees, Jean Ferrat
- Société de production : Mandarin Production, en association avec les SOFICA Cinémage 4 et Cofinova 6
- Budget : 11,31 millions d'euros[4]
- Lieu de tournage : Belgique (Bruxelles, Anderlecht, Limal, Laeken, Cerfontaine au Barrage du Ry Jaune (sv))
- Genre : comédie de mœurs, satire sociale
- Durée : 103 minutes
- Dates de sortie[5] :
  - Italie : 5 novembre 2010
  - France,  Liban,  Belgique,  Suisse : 10 novembre 2010
  - Japon[5]. : 8 janvier 2011
  - Québec : 25 mars 2011

## Distribution
- Catherine Deneuve : Suzanne Pujol
- Gérard Depardieu : Maurice Babin
- Fabrice Luchini : Robert Pujol
- Karin Viard : Nadège
- Judith Godrèche : Joëlle
- Jérémie Renier : Laurent Pujol
- Sergi López : le routier espagnol
- Évelyne Dandry : Geneviève Michonneau
- Bruno Lochet : André
- Élodie Frégé : Suzanne Pujol jeune
- Gautier About : Maurice Babin jeune
- Jean-Baptiste Shelmerdine : Robert Pujol jeune
- Jean-Louis Leclercq : le médecin
- Vincent Collin : le journaliste d'Europe 1
- Yannick Schmitz : Jean-François
- Noam Charlier : Flavien
- Martin de Myttenaere : Stanislas
- Hervé Dubois : maître Ballestra
- John Flanders : le premier actionnaire anglais
- Pierre Barillet : le second actionnaire anglais
- Anne Carpriau : Gilberte Pacôme, la vieille dame du marché
- Yvan Coene : Gunnar, le professeur de tennis

## Production

### Choix des interprètes
Bernard Giraudeau avait été initialement pressenti durant l'été 2009 pour jouer le rôle de Robert Pujol.

### Tournage
L'action du film se déroule dans le département du Nord. Les plaques d'immatriculation des voitures que l'on y voit portent toutes des plaques « 59 » et les références au Nord, notamment à Lille et à Saint-Amand, sont nombreuses. Néanmoins, le tournage a été entièrement réalisé en Belgique (entre fin octobre et fin décembre 2009).
Sainte-Gudule , le village fictif dans lequel se déroule le film, est une sainte belge. La cathédrale de Bruxelles porte son nom : cathédrale Saints-Michel-et-Gudule.

## Bande originale
La bande originale est sortie le 1er novembre 2010. Elle est éditée en France par Naïve Records :
1. Ouverture - Philippe Rombi et l'orchestre symphonique Bel'Arte (1:50)
2. Emmène-moi danser ce soir - Michèle Torr (3:03)
3. Viens faire un tour sous la pluie - Il était une fois (3:06)
4. Parlez-vous français ? - Baccara (4:27)
5. Qu’est-ce qui fait pleurer les blondes ? - Sylvie Vartan (3:05)
6. J’ai oublié de vivre - Johnny Hallyday (4:41)
7. More than a woman - Bee Gees (3:13)
8. Sunny - Boney M. (3:55)
9. 1, 2, 3 - Catherine Ferry (2:26)
10. C’est beau la vie - Catherine Deneuve (2:22)
11. Générique d’Aujourd'hui Madame - Jo Moutet (1:34)
12. Le Transistor - Philippe Rombi et l'orchestre symphonique Bel'Arte (0:54)
13. Teen ager cha cha cha - Stelvio Cipriani (1:58)
14. Slow Giradschi - Stelvio Cipriani (0:59)
15. Mon ami l'écureuil - Philippe Rombi et l'orchestre symphonique Bel'Arte (1:04)
16. La Rose du matin - Philippe Rombi et l'orchestre symphonique Bel'Arte (1:43)
17. L’Usine - Philippe Rombi et l'orchestre symphonique Bel'Arte (1:41)
18. Pujol séquestré - Philippe Rombi et l'orchestre symphonique Bel'Arte (2:05)
19. Les Souvenirs de Suzanne - Philippe Rombi et l'orchestre symphonique Bel'Arte (2:57)
20. Flashback Suzanne et Maurice (dialogue extrait du film) (1:53)
21. Sur la route de Saint-Amand - Philippe Rombi et l'orchestre symphonique Bel'Arte (2:28)
22. Suzanne et Maurice - Philippe Rombi et l'orchestre symphonique Bel'Arte (2:02)
23. De père en fille - Philippe Rombi et l'orchestre symphonique Bel'Arte (2:12)
24. Secrétaire (dialogue extrait du film) (0:41)
25. Suzanne candidate - Philippe Rombi et l'orchestre symphonique Bel'Arte (1:20)
26. Valse des votes - Philippe Rombi et l'orchestre symphonique Bel'Arte (1:24)
27. Thème de Suzanne - Philippe Rombi et l'orchestre symphonique Bel'Arte (2:52)
28. C’est beau la vie - Catherine Deneuve et Benjamin Biolay (2:42) - Bonus Track
29. Chantage et trahison - Philippe Rombi et l'orchestre symphonique Bel'Arte (3:23) - Bonus Track

## Accueil

### Accueil critique
Sur l'agrégateur américain Rotten Tomatoes, le film récolte 83 % d'opinions favorables pour 117 critiques. Sur Metacritic, il obtient une note moyenne de 68⁄100 pour 31 critiques.
En France, le site Allociné propose une note moyenne de 3,9⁄5 à partir de l'interprétation de critiques provenant de 25 titres de presse.
Le Canard enchaîné, dans son édition du 10 novembre 2010, classe le film dans sa rubrique « Les films qu'on peut voir cette semaine ». D'une façon générale, les critiques de la presse généraliste et spécialisée l'ont défendu. En revanche, La Croix — qui titre sa chronique « Potiche, un film cruche » — a trouvé « cet exercice balourd » et écrit : « Rien n'est vraiment drôle. Les effets comiques tombent à plat. On est gêné par ce rire, tellement sollicité, qui ne vient pas nous libérer… » Cela dit, certains critiques estiment que cette « balourdise » est voulue par le réalisateur : pour Le Canard enchaîné, « tout est surjoué, et assumé aussi » ; pour Critikat, « Ozon se joue des clichés. Il s’amuse du kitsch qui inonde son film de bout en bout. »

### Public
| Film    | Box-office France | Box-office étranger | Total             |
| ------- | ----------------- | ------------------- | ----------------- |
| Potiche | 2 318 100 entrées | 1 207 534 entrées   | 3 525 634 entrées |

On peut dire que le public a suivi les recommandations de la critique[non neutre]. Avec 2,3 millions d'entrées en France, Potiche est un petit succès. Sur le plan mondial, il rapporte 28,8 millions de dollars à ses producteurs. Il leur en avait coûté 12,5 millions environ, ce qui fait un taux de rentabilité de 230 %[réf. nécessaire].

## Distinctions

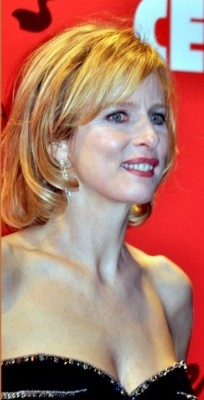
L'actrice Karine Viard est nommée pour le César de la meilleure actrice dans un second rôle 2011.

- Trois candidatures aux César du cinéma pour le César de la meilleure actrice pour Catherine Deneuve, le César de la meilleure actrice dans un second rôle pour Karin Viard et le César de la meilleure adaptation.
- Candidature aux BAFTA Awards dans la catégorie Meilleur film en langue étrangère.
- Lumières de la presse internationale : nomination de Catherine Deneuve pour le Lumière de la meilleure actrice
- Magritte du cinéma
  - Candidatures :
    - Meilleur film étranger en coproduction

  - Récompense :
    - Meilleur acteur dans un second rôle (Jérémie Renier)
- Trois candidatures aux Gérard du cinéma, pour le Gérard du gros cul pour Catherine Deneuve et pour le Gérard du film qui ose enfin dire la vérité sur les femmes.

## Autour du film
- François Ozon a émaillé son film de références à des situations et des personnalités politiques françaises des années 2010. Les propos de monsieur Pujol sur la nécessité de « Travailler plus pour gagner plus », reprennent le slogan de Nicolas Sarkozy lors de l'élection présidentielle de 2007. Le même Pujol s'exclame également « Casse-toi, pauv' con ! ». Madame Pujol en tailleur blanc lançant dans son discours de campagne législative un appel à la fraternité, évoque inévitablement Ségolène Royal et son « Rassemblement pour la fraternité » de septembre 2008[12]. Autre allusion à cette dernière, la visite par Madame Pujol de la fromagerie « Chabrechou », parodie de la visite de la candidate socialiste à la fromagerie Chabichou en août 2008. Pendant sa visite, la très BCBG madame Pujol, se voit affublée, comme la femme politique charento-poitevine, d'une coiffe « traditionnelle » particulièrement grotesque rappelant celle de Bécassine[13].